# Pierre de soleil (navigation)
Pour les articles homonymes, voir Pierre de soleil.

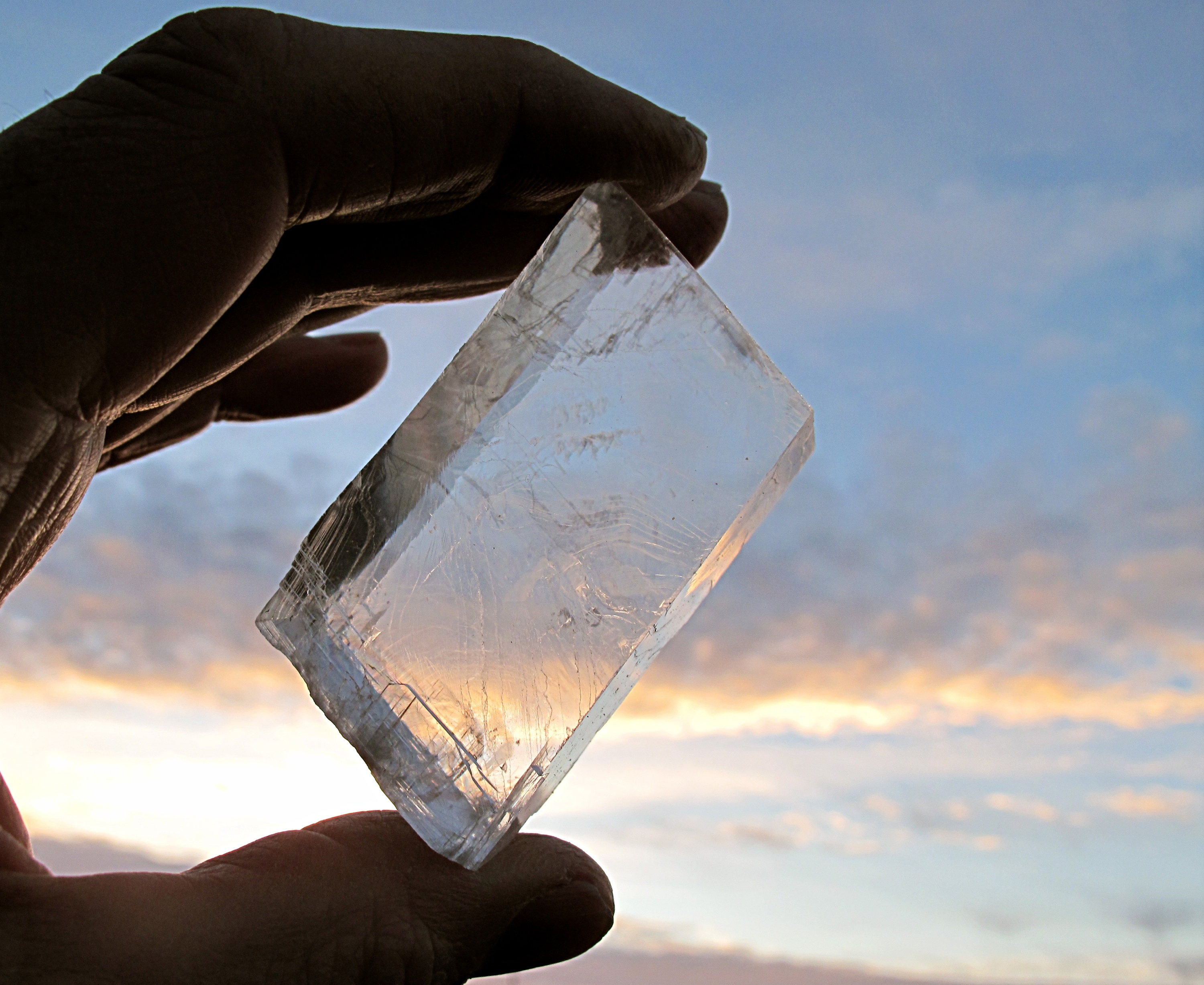
Un spath d'Islande. Selon l'hypothèse de certains chercheurs, la pierre de soleil mentionnée dans des textes médiévaux pourrait avoir été un cristal de ce type.

La pierre de soleil (vieux norrois : sólarsteinn) des Vikings est une pierre qui aurait servi d'aide à la navigation maritime en leur permettant de localiser la position du soleil par temps couvert.
Entre le VIIIe et le XIe siècle, les Vikings entreprirent de longs voyages sur les mers. Or, peu de choses sont connues sur leurs méthodes de navigation à une époque où la boussole n'avait pas encore été introduite en Europe. L'hypothèse selon laquelle ils auraient pu utiliser une « pierre de soleil » pour s'orienter en exploitant la polarisation de la lumière du soleil fut formulée à la fin des années 1960 par l'archéologue danois Thorkild Ramskou (da). Malgré l'absence de toute preuve de l'utilisation d'une telle pierre, cette hypothèse fut dans l'ensemble considérée favorablement par la communauté scientifique et souvent relayée dans la presse et les œuvres de fiction. Elle a fait l'objet de nombreuses publications portant sur son évocation dans la littérature, la nature précise de cette « pierre » et les utilisations possible de techniques de polarimétrie comme aide à la navigation.

## Les textes et leur interprétation
Il existe plusieurs mentions dans les textes médiévaux islandais d'un objet appelé « pierre de soleil » (sólarsteinn). Ces mentions figurent notamment dans des inventaires d'églises ou de cloîtres datant des XIVe et XVe siècles, de sorte qu'il est difficile de nier l'existence d'un tel objet. Cependant, ces mentions ne comportent aucun indice sur la nature de ces objets ni leur utilisation éventuelle. Seuls deux textes datés du XIIIe siècle évoquent une pierre de soleil avec quelques détails, et un seul décrit son utilisation.
Le premier texte est la saga de Hrafn (Hrafns saga Sveinbjarnarsonar),. La pierre de soleil y est décrite comme un cadeau précieux de l'évêque Guðmund qui, alors qu'elle est dérobée par des voleurs, se transforme par miracle en objet sans valeur. Cette même évocation se retrouve en parallèle dans les récits de la vie de l'évêque.
Le second texte, l'histoire de Rauðúlf et ses fils (Rauðúlfs þáttur), est le seul texte qui évoque explicitement l'utilisation de la pierre de soleil. C'est aussi celui qui est le plus fréquemment cité. Ce texte raconte une visite du roi Olaf à Rauðúlf, un vieil homme qui affirme avoir le pouvoir d'interpréter les rêves, tandis que ses deux fils Sigurður et Dagur ont celui de localiser les astres et de percevoir d'un seul regard les caractères des hommes. Après une nuit passée dans la maison de Rauðúlf, le roi décide de mettre à l'épreuve les talents de ses hôtes. C'est à ce moment du récit qu'intervient la pierre de soleil :

« Le temps était couvert et neigeux, comme Sigurður l'avait prédit. Alors le roi convoqua Sigurður et Dagur. Il demanda à ses hommes de regarder autour d'eux, personne ne trouva la moindre recoin de ciel bleu. Puis il somma Sigurður de désigner le soleil, lequel donna une réponse ferme. Alors le roi envoya chercher la pierre de soleil et, la tenant au-dessus de lui, vit la lumière jaillir et ainsi pu vérifier directement que la prédiction de Sigurður était bonne. »

Il est très délicat de déduire de cette source des indications sur la pierre de soleil à cause de la portée allégorique de l'ensemble du texte. Ainsi, selon Árni Einarsson de l'Institut Árni Magnússon d'études islandaises, Rauðúlfs þáttur semble avoir pour objet l'apothéose de Saint Olaf, lequel est placé symboliquement à la position du Christ, au centre d'une maison ronde préfigurant l'Église, symbole du cosmos et de l'âme humaine. La pierre de soleil utilisée par Olaf pourrait être alors une allégorie de la vierge, suivant une tradition répandue selon laquelle l'immaculée conception et la naissance du Christ sont comparées à un rayon de soleil traversant un morceau de verre.
Toujours selon Árni Einarsson, la nature allégorique des textes ne remet pas forcément en cause l'existence de l'objet « pierre de soleil », ni même l'idée qu'une telle pierre ait pu être utilisée pour déterminer la position du soleil, même si sa présence dans le récit est entièrement symbolique. En revanche, interpréter ce récit comme un indice de l'utilisation d'une pierre de soleil comme instrument de navigation constitue clairement une surinterprétation, et ce d'autant plus que l'utilisation de cette pierre est décrite sur terre et non pas en mer.
Notons enfin que le spécialiste français du monde scandinave Régis Boyer souligne de son côté : « On a fait grand bruit autour du sólarsteinn (pierre solaire), un cristal réputé capable d'indiquer la position du soleil même par temps couvert : tout donne à penser qu'il ne s'agissait que d'une pierre précieuse, estimée en tant que telle dans certains de nos textes. »

## Polarisation de la lumière et navigation
L'hypothèse de la pierre de soleil repose sur la notion de polarisation de la lumière : la lumière est une onde électromagnétique qu'on peut décomposer en deux composantes indépendantes selon la direction du champ électrique associé. Un rayon lumineux est dit « polarisé » si ces deux composantes sont en phase (le champ électrique décrit alors une droite au cours du temps, l'onde est polarisée rectilignement). Inversement, si les deux composantes ne sont pas corrélées, on parle de lumière « non polarisée ». Dans le cas intermédiaire, la lumière est dite partiellement polarisée.
La lumière venant du Soleil est non polarisée, mais elle se polarise partiellement à la suite des phénomènes de diffusion dans l'atmosphère. C'est ce qui explique qu'on puisse envisager d'en tirer une information sur la position du soleil.
L'utilisation de cette pierre aurait été faite conjointement avec un compas solaire, dont les restes d'un exemplaire ont été découverts en 1948,.

## Hypothèses
Plusieurs espèces minérales ont été considérées pour illustrer ce passage.

### La cordiérite

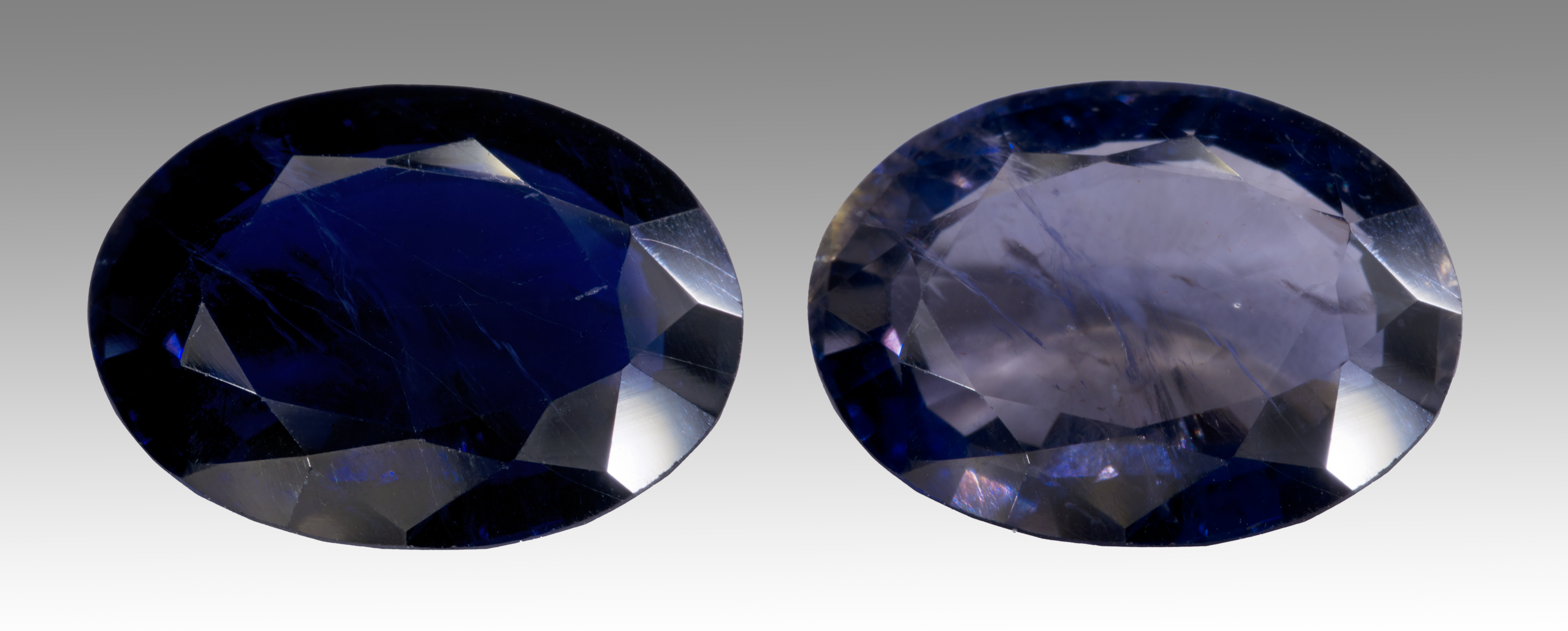
Polychroïsme de la cordiérite.

La cordiérite, espèce minérale fréquemment rencontré en Scandinavie a été envisagée par l'archéologue danois Thorkild Ramskou en 1967 comme aide-boussole des Vikings. La cordiérite, aux reflets violets, change de couleur selon la direction de polarisation de la lumière qui l'atteint ; de plus elle absorbe une partie des photons, ce qui donne une lumière ténue et irisée, et non pas nette et bien définie comme avec la calcite.

### L'héliolite

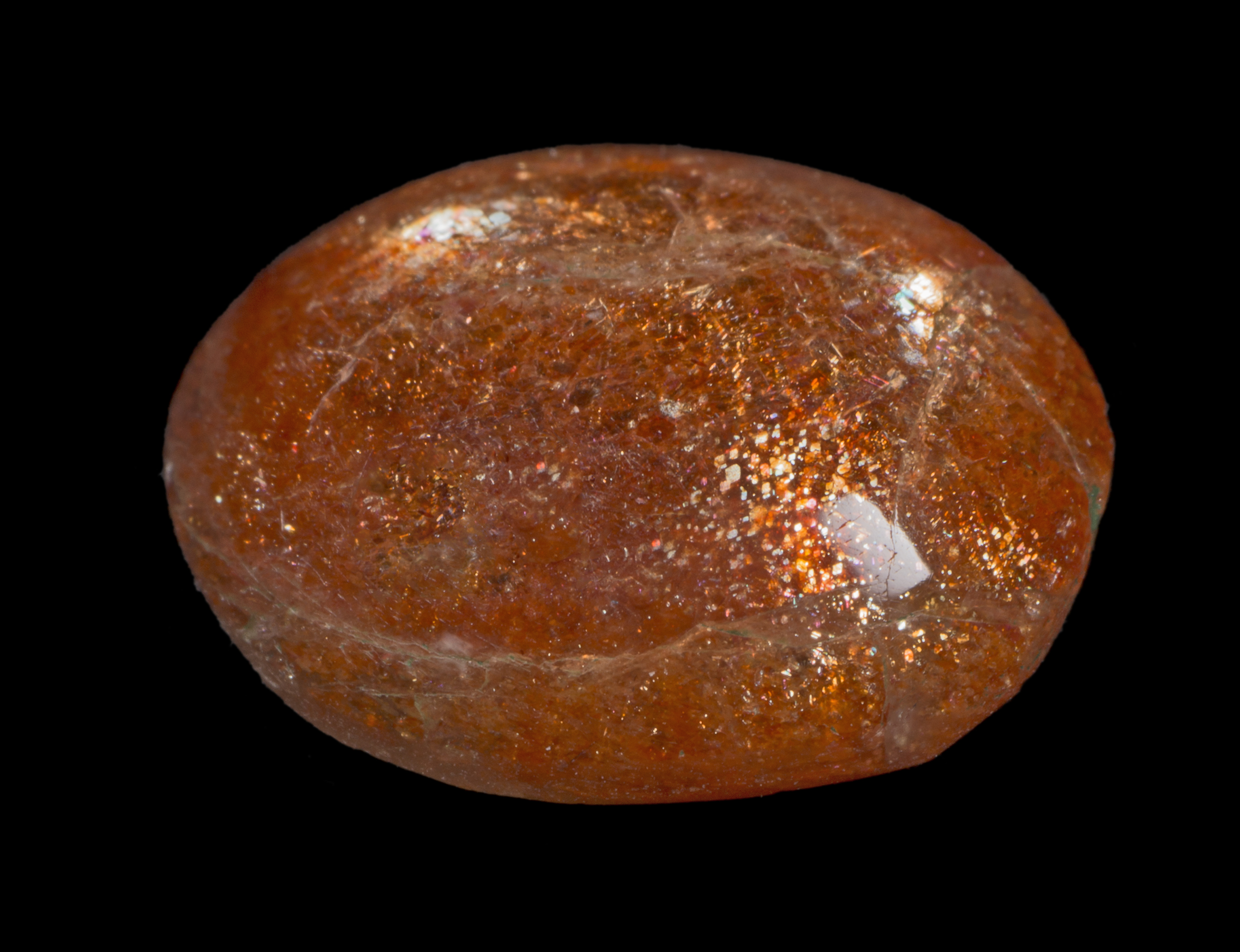
Cabochon d'héliolite.

Thorkild Ramskou a pensé que l'héliolite, variété d'oligoclase, aurait pu être utilisée par les Vikings pour la navigation par ciel couvert. Le scintillement de la pierre par polarisation de la lumière permet de connaître la direction du soleil. Le scintillement est en fait ici lié à la présence de microcristaux de goethite.

### La calcite
Selon les deux physiciens bretons Albert Le Floch et Guy Ropars, le cristal en question serait un cristal de calcite, le spath d'Islande. Ce minéral est utilisé pour certains types de microscopes. Il dévie les rayons lumineux suivant leur polarisation, sans perdre de lumière –  La calcite permet de retrouver la position du soleil derrière les nuages, même plusieurs heures après que celui-ci a disparu au-delà de l'horizon. Par ailleurs une calcite a été retrouvée dans l'épave d'un bateau anglais du XVIe siècle coulé près d'Aurigny au large de Cherbourg.
Principe

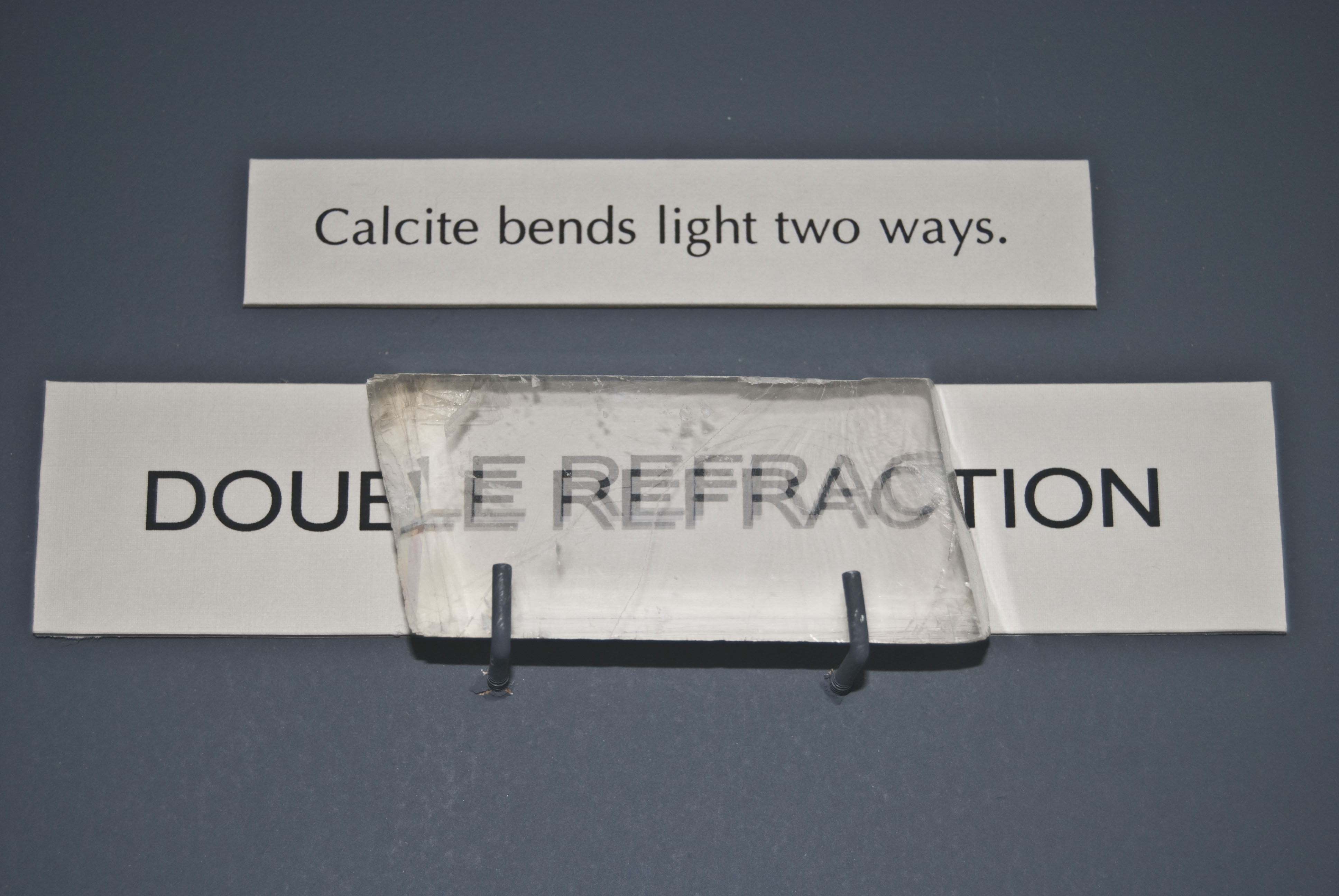
Double réfraction par biréfringence dans un cristal de calcite.

La lumière du soleil est polarisée au contact de l'atmosphère : elle oscille selon un plan de polarisation. Atteignant la calcite, l'axe optique du cristal la divise en deux flux verticaux ; l'un des flux reste vertical, l'autre devient oblique. En regardant par en dessous, on voit deux taches de lumière. En faisant tourner le cristal sur son axe vertical, on éloigne ou on rapproche le plan de polarisation de la lumière et l'axe optique du cristal — les deux taches de lumière varient alors en intensité. Lorsque le plan de polarisation de la lumière est conjoint à l'axe optique du cristal (angle de 0°), le flux oblique disparaît et le flux vertical est à son maximum d'intensité. À 45°, les deux flux sont d'intensité égale ; et à 90°, le flux oblique est à son maximum et le flux vertical disparaît. À la première utilisation du cristal, on le calibre lors d'un jour ensoleillé en le plaçant de telle façon que les deux flux apparaissent d'intensité égale puis en traçant sur le cristal une ligne indiquant la direction du soleil à ce moment. Par la suite, on peut voir les deux flux même par temps brumeux ; il ne s'agit donc plus que de placer le cristal de telle façon que l'on voie les deux flux en intensité égale, puis de suivre la ligne de calibrage pour trouver la direction où se trouve le soleil. Noter que cette utilisation n'indique pas la hauteur du soleil, et qu'elle fonctionne mal aux alentours de midi car à ce moment la polarisation de la lumière est au plus bas.

## Dans la fiction
Dans l'album de Thorgal La Marque des bannis, un guerrier viking offre au fils du héros la pierre de soleil qu'il porte en pendentif en signe de reconnaissance (la note de bas de page de l'album indique qu'il s'agit de cordiérite).
Dans la série Vikings, la pierre de soleil joue un rôle important dans les expéditions qui font le prestige de certains personnages.
Dans le manga Dr. Stone, la pierre de soleil est utilisée pour s'orienter en mer lors d'un voyage vers l'Amérique.